# Scandinavian Open Road Race
La Scandinavian Open Road Race era una cursa ciclista d'un dia que es disputava anualment a Vårgårda (Suècia). La primera edició es disputà el 1986 i va durar fins al 2009, amb un parèntesi entremig sense fer-ho. De 2005 a 2009 formà part del calendari UCI Europa Tour amb una categoria 1.2.
No s'ha de confondre amb la també cursa sueca Scandinavian Race Uppsala.

## Palmarès
| Any     | Vencedor              | Segon                | Tercer           |
| ------- | --------------------- | -------------------- | ---------------- |
| 1986    | Rolf Sørensen         | Kari Myyryläinen     |                  |
| 1987    | Kim Andersen          |                      |                  |
| 1988    | Søren Lilholt         |                      |                  |
| 1989    | Johnny Weltz          |                      |                  |
| 1990-96 | no disputada          | no disputada         | no disputada     |
| 1997    | Frank Høj             |                      |                  |
| 1998    | Vegard Øverås Lied    | Mattias Carlsson     | Jan Karlsson     |
| 1999    | Martin Kryger         | Jacob Moe Rasmussen  | Danny Jonasson   |
| 2000    | Magnus Ljungblad      | Allan-Bo Andresen    | Michel Lafis     |
| 2001    | Petter Renäng         | Julien Smink         | Jonas Ljungblad  |
| 2002    | Jonas Holmkvist       | Tobias Legard        | Gustav Larsson   |
| 2003    | John Nilsson          | James Van Landschoot | Thomas Lövkvist  |
| 2004    | Marcus Ljungqvist     | Fredrik Modin        | Jonas Ljungblad  |
| 2005    | Christofer Stevensson | Arnoud van Groen     | Jonas Ljungblad  |
| 2006    | Edvald Boasson Hagen  | Vasil Kiryenka       | Jens-Erik Madsen |
| 2007    | Lucas Persson         | Adriaan Helmantel    | Mart Ojavee      |
| 2008    | Aleksejs Saramotins   | Ruud Fransen         | Marco Brus       |
| 2009    | Patrik Stenberg       | Patrik Moren         | Sebastian Balck  |